# Genki Nakayama
Genki Nakayama (中山 元気, Nakayama Genki) est un footballeur japonais né le 15 septembre 1981 à Shimonoseki.